# أذنة زائدة (نبات)
الأَذَنة الزائدة أو الزَّنَمة أو الأُذَينَة في علم النبات هي ثمرة تنمو خارج عن أي من الجانبين (في بعض الأحيان جانب واحد فقط) من قاعدة ورقة الشجرة (على السويقات). يعتبر زوج من الأذنة الزائدة جزءًا من تشريح ورقة نبات مزهر إعتيادي، على الرغم من أن الأذنة الزائدة في العديد من الأنواع غير واضحة أو غائبة تمامًا (في السابق يطلق على الورقة نوبة). في بعض الكتابات النباتية القديمة، تم استخدام مصطلح «أذنة زائدة» بشكل أعم للإشارة إلى أي أوراق صغيرة أو أجزاء أوراق، ولا سيما القنابة. وقد صاغ مصطلح أذنة زائدة من قبل لينيوس من اللاتينية stipula والقش، والساق.

## أنواع الأذنة الزائدة
|  |  |  |  |

|  |  |  |  |

|  |  |  |